# Oratorio di San Giacomo (Traversetolo)
L'oratorio di San Giacomo è un luogo di culto cattolico di origine medievale, situato in via Bora a San Giacomo, località alle porte di Traversetolo, in provincia e diocesi di Parma.

## Storia
Un ospedale per pellegrini, con annesso ospizio e oratorio, fu costruito in epoca medievale a Rivarossa, nei pressi del guado sul torrente Termina di una delle diramazioni della via Francigena. La più antica testimonianza della sua esistenza risale al 1230, quando l'Ecclesie Sancti Iacobi de ripa rubea in plebe Traversituli sive de ospitali Barattorum sive valis bone fu citata nel Capitulum seu Rotulus Decimarum della diocesi di Parma tra le dipendenze dell'ospedale di San Giovanni d'Oltremare, pur trovandosi all'interno del territorio amministrato dalla pieve di Traversetolo; lo xenodochio apparteneva già all'epoca alla famiglia Baratti, che ne mantenne il possesso fino agli ultimi anni del XIV secolo, quando fu annesso alla commenda di Calerno, gestita dai Cavalieri dell'Ordine dell'Ospedale di San Giovanni di Gerusalemme.
Nel 1466 i cavalieri concessero l'ospedale di Rivarossa, con l'oratorio e la tenuta circostante, alla famiglia Abbati, che da allora ne detenne il possesso per secoli. Nel 1649 il commendatario Saraceni rifiutò il rinnovo della concessione, ma di fronte all'opposizione degli affittuari fu costretto ad adire le vie legali; nel 1466 l'auditore civile di Parma riconobbe le ragioni del Saraceni, ma gli Abbati si appellarono al Duca di Parma. La situazione non si risolse ancora per parecchi decenni e nel 1740 Giovanni Abbati e i suoi fratelli fecero completamente ristrutturare l'oratorio.
Entro il 1784 la tenuta fu affittata ai Bercini e ai Giacopelli, ma già nel 1798 la commenda fu abolita e la proprietà fu ceduta all'ospedale della Misericordia di Parma; ciò nonostante, il commendatario Carlo Tiburzio Fiaschi non rinunciò ai proventi degli affitti della tenuta.
Entro il 1821 l'ex commenda fu acquistata da Giuseppe Ceresini; venti anni dopo subentrò Carlo Ferrari, cui seguirono la famiglia Barani e, nel 1871, Giuseppe Salsi, che fece restaurare l'oratorio; tuttavia, il complesso cadde verso la fine del XIX secolo in un profondo degrado e intorno al 1900 il luogo di culto fu sconsacrato e adibito a magazzino dal nuovo proprietario Comini.
Nel 1926 la tenuta fu alienata a Nino Cocconcelli, che l'anno seguente demolì alcuni vecchi fabbricati agricoli ed edificò la stalla, l'abitazione dei coloni e alcuni anni dopo le porcilaie; inoltre, nel 1928, su concessione del vescovo di Parma, riaprì al culto la cappella con nuovi arredi liturgici.
Nel secondo dopoguerra subentrò la famiglia Fani, che aggiunse una nuova grande stalla.
Infine, alcuni anni dopo acquistò la proprietà la famiglia Avanzi, che nel 2017 ristrutturò l'oratorio.

## Descrizione

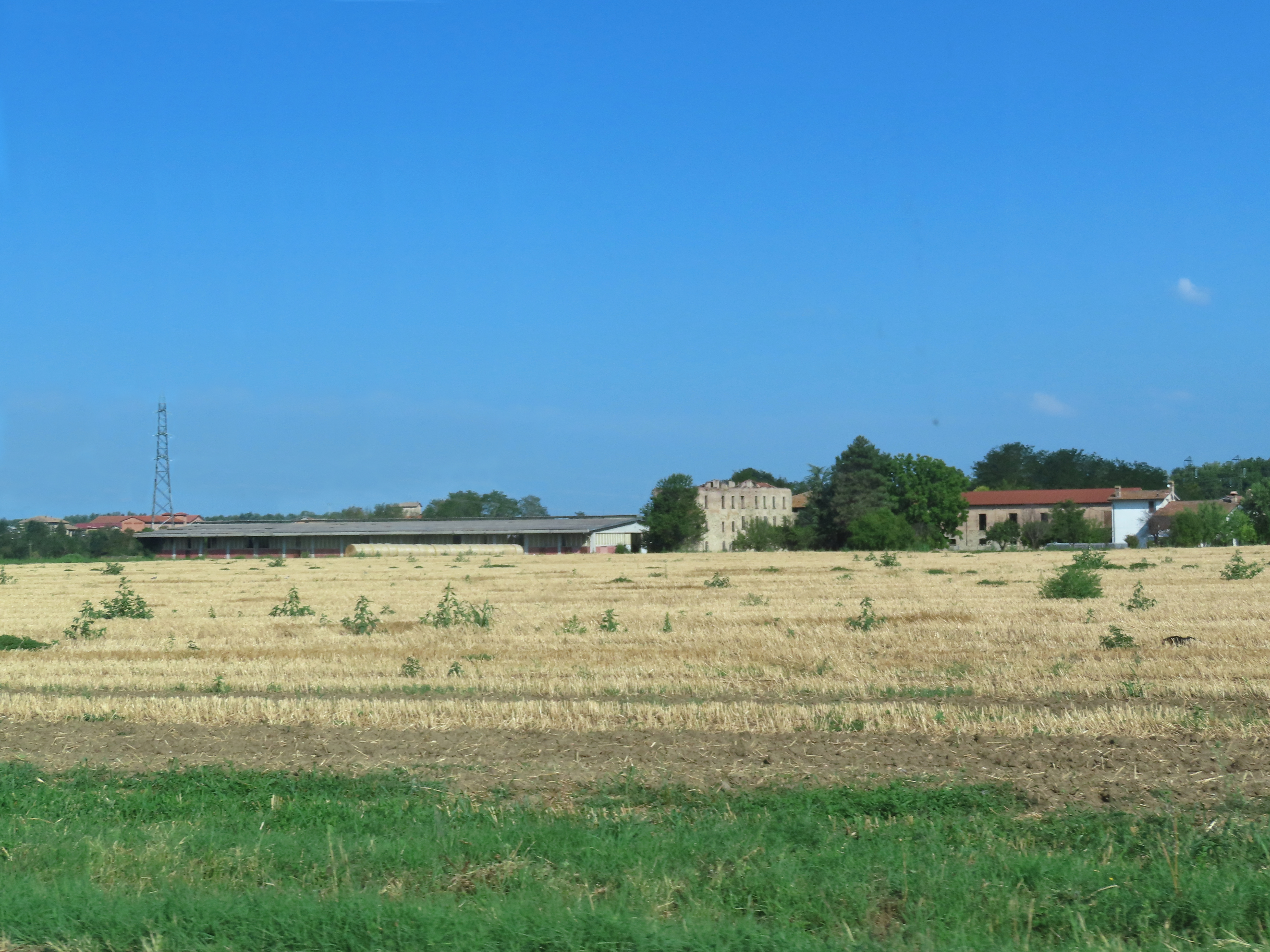
La tenuta Avanzi con al centro l'antico ospedale di San Giacomo

L'oratorio si sviluppa su una pianta a navata unica, con ingresso a ovest e presbiterio a est.
La facciata a capanna, interamente intonacata, presenta l'ampio portale d'ingresso sulla destra, mentre sulla sinistra si apre simmetricamente una grande finestra ad arco ribassato; in sommità corre lungo gli spioventi del tetto un motivo a denti di sega in laterizio.
All'interno la navata, coperta da un soffitto piano a due falde e priva di decorazioni, termina sul fondo nel presbiterio, lievemente sopraelevato; al centro è collocato l'altare maggiore ligneo barocco.
In adiacenza si erge su più livelli l'antico ospedale in pietra, che versa in profondo degrado.